# Sambirejo (Jogo Roto)
Sambirejo is een bestuurslaag in het regentschap Jombang van de provincie Oost-Java, Indonesië. Sambirejo telt 4114 inwoners (volkstelling 2010).